# Cusickiella douglasii
Cusickiella douglasii là một loài thực vật có hoa trong họ Cải. Loài này được (A.Gray) Rollins mô tả khoa học đầu tiên năm 1988.